# تپه گاول یا لاقه لا
تپه گاول یا لاقه لا مربوط به دوران‌های تاریخی پس از اسلام است و در شهرستان سروآباد، بخش مرکزی، روستای پایگلان واقع شده و این اثر در تاریخ ۱۹ مرداد ۱۳۸۴ با شمارهٔ ثبت ۱۲۸۰۳ به‌عنوان یکی از آثار ملی ایران به ثبت رسیده است.